# Portret van Charles Le Coeur
Het portret van Charles Le Coeur is een schilderij van Pierre-Auguste Renoir uit de jaren 70 van de negentiende eeuw. Sinds 1986 maakt het werk deel uit van de collectie van het Musée d'Orsay in Parijs.

## Voorstelling
In het atelier van zijn leermeester Charles Gleyre maakte Renoir kennis met Jules Le Coeur, die na het overlijden van zijn eerste vrouw zijn bestaan als architect vaarwel had gezegd om schilderlessen te gaan volgen. Jules en zijn oudere broer Charles, die eveneens architect was, voorzagen Renoir zo'n tien jaar lang van opdrachten, die de schilder gezien zijn benarde financiële positie goed kon gebruiken. Hoewel Charles Le Coeur tegenwoordig nauwelijks nog bekendheid geniet, ontwierp hij een groot aantal openbare gebouwen, voornamelijk scholen. Ook de baden in Vichy zijn van zijn hand.
Renoir heeft Charles Le Coeur staand afgebeeld, in de losse schilderstijl die kenmerkend is voor deze periode in zijn loopbaan. Hij is gekleed in een modern kostuum met een strohoed op zijn hoofd. In zijn linkerhand houdt hij een sigaret vast, de rechter heeft hij nonchalant in zijn broekzak gestoken. Het schilderij zou gemaakt kunnen zijn in Fontenay-aux-Roses, een dorpje iets buiten Parijs, waar Charles Le Coeur in 1873 een huis had gekocht. Het opschrift ô Galand Jard dat rechtsboven op het schilderij te onderscheiden is, staat waarschijnlijk voor Au galant Jardinier.

## Herkomst
- in bezit van Charles Le Coeur
- 1924: in bezit van de kunsthandelaar Hector Brame, Parijs
- 1933-61: in bezit van Eduardo Mollard
- 1961: nagelaten aan de Galerie nationale du Jeu de Paume
- 1986: overgebracht naar het Musée d'Orsay